# Silke Renk
Silke Renk, verheiratete Silke Renk-Lange, (* 30. Juni 1967 in Querfurt) ist eine ehemalige deutsche Leichtathletin. Sie war 1992 Olympiasiegerin im Speerwurf.
Renk startete für die DDR bei den Olympischen Spielen 1988 (66,38 m, Platz fünf) und bei den Europameisterschaften 1990 (64,76 m, Platz vier). Bei den Deutschen Meisterschaften folgte 1991 nach einem zweiten Platz 1992 und 1993 jeweils die Goldmedaille. 1995 war es Bronze und 1996 wieder die Silbermedaille.
Bei den Olympischen Spielen 1992 in Barcelona gewann sie mit 68,34 m (67,24 - 62,08 - 65,34 - 65,62 - 68,34 m) die Goldmedaille vor der für die GUS startenden Natallja Schykalenka (Silber) und der Deutschen Karen Forkel.
Für den Gewinn der Goldmedaille 1992 erhielt sie am 23. Juni 1993 das Silberne Lorbeerblatt.
1993 belegte sie Platz sechs bei den Weltmeisterschaften. 1994 sagte sie auf Grund von Knieproblemen die Teilnahme an den Europameisterschaften ab. Sie startete 1995 bei den Weltmeisterschaften sowie 1996 bei den Olympischen Spielen in Atlanta, konnte sich aber nicht fürs Finale qualifizieren.
Renk startete für den SC Chemie Halle (später SV Halle). In ihrer aktiven Zeit wog die 1,73 m große Athletin 75 kg. Nach dem Ende ihrer Sportlerlaufbahn wurde sie Vizepräsidentin des SV Halle.
2024 wurde Renk das Bundesverdienstkreuz am Bande verliehen.